# ウッドブリッジ社
ウッドブリッジ社（英語: The Woodbridge Company Limited）は、カナダにおいてマスメディアで財を成したロイ・トムソン男爵の子孫の資産運用を目的に設立された投資持株会社。カナダのオンタリオ州のトロントを拠点を置き、トムソン・ロイターやグローブ・アンド・メールなどのマスメディアや情報通信セクターを中心に所有する。
2006年のケネス・トムソン男爵死後は長男のデイヴィッドと次男のピーターが共同会長に就任し、引き継がれた。

## 主な株主
- 23%: Sherry Brydson（ロイ・トムソン男爵の長女アーマ・ジャクリーン・トムソンの一人娘、推定資産66億ドル）
- 14%: David Thomson（ロイ・トムソン男爵の長男ケネス・トムソン男爵の長男、推定資産38億9000万ドル）
- 14%: Peter Thomson（ロイ・トムソン男爵の長男ケネス・トムソン男爵の次男、推定資産38億9000万ドル）
- 11%: Linda Campbell, Gaye Farncombe, Susan Grange（ロイ・トムソンの次女フィリス・オードリー・トムソンの娘達、推定資産30億ドル）

## 主な所有株式
- トムソン・ロイター（62.35%）- 2008年に同社傘下のトムソンがロイターを買収した際に設立
- グローブ・アンド・メール（100%）

## 人事

### 歴代会長
1. ケネス・トムソン男爵（1997年 - 2006年）
2. 共同会長（2006年 - 現在）
  1. デイヴィッド・トムソン男爵（2006年 - 現在）
  2. ピーター・トムソン（2006年 - 現在）

### 取締役会
- デイヴィッド・トムソン男爵 - 共同会長
- Peter Thomson - 共同会長
- David Binet - 取締役, 社長兼最高経営責任者